# Ukrainischer Fußballpokal 2009/10
Der Ukrainische Fußballpokal 2009/10 war die 19. Austragung des ukrainischen Pokalwettbewerbs der Männer. Pokalsieger wurde Tawrija Simferopol. Das Team setzte sich im Finale am 31. Mai 2009 im Metalist-Stadion von Charkiw gegen Metalurh Donezk durch. Titelverteidiger Worskla Poltawa war in der 1. Runde gegen Metalurh Saporischschja ausgeschieden.

## Modus
Alle Begegnungen wurden in einem Spiel ausgetragen. Bei unentschiedenem Ausgang wurde zur Ermittlung des Siegers eine Verlängerung gespielt. Stand danach kein Sieger fest, folgte ein Elfmeterschießen. Unterklassige Mannschaften hatten Heimrecht.
Der Pokalsieger qualifizierte sich für die Play-offs der Europa League.

## Teilnehmende Teams
| Premjer-Liha (16) | Perscha Liha (17) | Druha Liha (22) | Amateur-Pokal (1)   |
| --- | --- | --- | ------------------- |
| - Arsenal Kiew - Dnipro Dnipropetrowsk - Dynamo Kiew - Illitschiwez Mariupol - Karpaty Lwiw - Krywbas Krywyj Rih - Metalist Charkiw - Metalurh Donezk - Metalurh Saporischschja - Obolon Kiew - Sakarpattja Uschhorod - Schachtar Donezk - Sorja Luhansk - Tawrija Simferopol - Tschornomorez Odessa - Worskla Poltawa | - Arsenal Bila Zerkwa - FK Charkiw - Desna Tschernihiw - Dnister Owidiopol - Enerhetyk Burschtyn - Helios Charkiw - Krymteplyzja Molodischne - FK Lwiw - Naftowyk-Ukrnafta Ochtyrka - Nywa Ternopil - PFK Oleksandrija - Phönix-Illitschowez Kalinine - Prykarpattja Iwano-Frankiwsk - PFK Sewastopol - Sirka Kirowohrad - Stal Altschewsk - Wolyn Luzk | - Bastion Illitschiwsk - FSK Bukowina Czernowitz - Dnipro-75 Dnipropetrowsk - Dynamo Chmelnyzkyj - Hirnyk Krywyj Rih - Hirnyk-Sport Komsomolsk - IgroService Simferopol - Jednyst Plysky - Kremin Krementschuk - MFK Mykolajiw - FK Morschyn - Nywa Winnyzja - Olkom Melitopol - Olympik Donezk - FK Poltawa - Ros Bila Zerkwa - Schachtar Swerdlowsk - Stal Dniprodserschynsk - FK Sumy - Tytan Armjansk - Tytan Donezk - FK Weres Riwne - ZSKA Kiew | - Irpin Horenytschi |

## 1. Qualifikationsrunde
Teilnehmer: 17 Drittligisten und der Gewinner des Amateur-Pokals.
| Datum      |                            | Ergebnis              |                                |
| ---------- | -------------------------- | --------------------- | ------------------------------ |
| 18.07.2009 | Tytan Donezk (III)         | 0kampflos 1           | Jednyst Plysky (III)           |
| 18.07.2009 | FK Morschyn (III)          | 0kampflos 2           | Olympik Donezk (III)           |
| 18.07.2009 | Hirnyk Krywyj Rih (III)    | 2:2 n. V. (3:1 i. E.) | Dnipro-75 Dnipropetrowsk (III) |
| 18.07.2009 | Bastion Illitschiwsk (III) | 2:1                   | Kremin Krementschuk (III)      |
| 18.07.2009 | Schachtar Swerdlowsk (III) | 1:0                   | Ros Bila Zerkwa (III)          |
| 18.07.2009 | FK Weres Riwne (III)       | 2:0                   | Hirnyk-Sport Komsomolsk (III)  |
| 18.07.2009 | MFK Mykolajiw (III)        | 3:0                   | Olkom Melitopol (III)          |
| 18.07.2009 | Irpin Horenytschi (Am)     | 0kampflos 3           | Dynamo Chmelnyzkyj (III)       |
| 18.07.2009 | FK Sumy (III)              | 2:1                   | FSK Bukowina Czernowitz (III)  |

## 2. Qualifikationsrunde
Teilnehmer: Die 9 Sieger der 1. Qualifikationsrunde, die 17 Zweitligisten und 5 weitere Drittligisten.
- Freilos: FK Charkiw 4

| Datum      |                              | Ergebnis              |                                   |
| ---------- | ---------------------------- | --------------------- | --------------------------------- |
| 04.08.2009 | Bastion Illitschiwsk (III)   | 0:3                   | Krymteplyzja Molodischne (II)     |
| 04.08.2009 | Enerhetyk Burschtyn (II)     | 1:1 n. V. (6:5 i. E.) | Helios Charkiw (II)               |
| 05.08.2009 | Tytan Armjansk (III)         | 0:2                   | PFK Oleksandrija (II)             |
| 05.08.2009 | Schachtar Swerdlowsk (III)   | 2:0                   | FK Morschyn (III)                 |
| 05.08.2009 | MFK Mykolajiw (III)          | 1:0                   | Prykarpattja Iwano-Frankiwsk (II) |
| 05.08.2009 | Irpin Horenytschi (Am)       | 1:4                   | Wolyn Luzk (II)                   |
| 05.08.2009 | FK Poltawa (III)             | 1:0                   | FK Lwiw (II)                      |
| 05.08.2009 | Dnister Owidiopol (II)       | 1:0                   | Arsenal Bila Zerkwa (II)          |
| 05.08.2009 | Jednyst Plysky (III)         | 5:1 n. V.             | Hirnyk Krywyj Rih (III)           |
| 05.08.2009 | FK Weres Riwne (III)         | 0:4                   | ZSKA Kiew (III)                   |
| 05.08.2009 | Stal Dniprodserschynsk (III) | 1:0                   | Sirka Kirowohrad (II)             |
| 05.08.2009 | Stal Altschewsk (II)         | 2:1                   | PFK Sewastopol (II)               |
| 05.08.2009 | Nywa Winnyzja (III)          | 0:1                   | Phönix-Illitschowez Kalinine (II) |
| 05.08.2009 | FK Sumy (III)                | 0:1                   | Naftowyk-Ukrnafta Ochtyrka (II)   |
| 05.08.2009 | Desna Tschernihiw (II)       | 1:2                   | Nywa Ternopil (II)                |

## 1. Runde
Teilnehmer: Die 16 Sieger der 2. Qualifikationsrunde und die 16 Erstligisten.
| Datum      |                                 | Ergebnis              |                                   |
| ---------- | ------------------------------- | --------------------- | --------------------------------- |
| 15.08.2009 | Stal Dniprodserschynsk (III)    | 0:4                   | Tawrija Simferopol (I)            |
| 15.08.2009 | FK Poltawa (III)                | 0:2                   | Phönix-Illitschowez Kalinine (II) |
| 15.08.2009 | Schachtar Swerdlowsk (III)      | 1:3                   | Illitschiwez Mariupol (I)         |
| 15.08.2009 | Sakarpattja Uschhorod (II)      | 2:3                   | Dnipro Dnipropetrowsk (I)         |
| 15.08.2009 | Jednyst Plysky (III)            | 2:1                   | Nywa Ternopil (II)                |
| 15.08.2009 | Stal Altschewsk (II)            | 1:0                   | Tschornomorez Odessa (I)          |
| 15.08.2009 | Naftowyk-Ukrnafta Ochtyrka (II) | 1:1 n. V. (2:4 i. E.) | Metalurh Donezk (I)               |
| 15.08.2009 | MFK Mykolajiw (III)             | 0:1                   | Krymteplyzja Molodischne (II)     |
| 15.08.2009 | FK Charkiw (II)                 | 1:5                   | Karpaty Lwiw (I)                  |
| 15.08.2009 | Enerhetyk Burschtyn (II)        | 0:1                   | Metalist Charkiw (I)              |
| 15.08.2009 | Dnister Owidiopol (II)          | 1:6                   | Schachtar Donezk (I)              |
| 15.08.2009 | ZSKA Kiew (III)                 | 3:3 n. V. (2:4 i. E.) | Obolon Kiew (I)                   |
| 15.08.2009 | Arsenal Kiew (I)                | 1:2                   | Dynamo Kiew (I)                   |
| 15.08.2009 | PFK Oleksandrija (II)           | 2:3 n. V.             | Wolyn Luzk (II)                   |
| 15.08.2009 | Krywbas Krywyj Rih (I)          | 5:0                   | Sorja Luhansk (I)                 |
| 15.08.2009 | Worskla Poltawa (I)             | 2:3 n. V.             | Metalurh Saporischschja (I)       |

## Achtelfinale
Teilnehmer: Die 16 Sieger der 1. Runde.
| Datum      |                                   | Ergebnis |                             |
| ---------- | --------------------------------- | -------- | --------------------------- |
| 12.09.2009 | Jednyst Plysky (III)              | 1:3      | Schachtar Donezk (I)        |
| 12.09.2009 | Stal Altschewsk (II)              | 0:3      | Obolon Kiew (I)             |
| 12.09.2009 | Phönix-Illitschowez Kalinine (II) | 1:2      | Dnipro Dnipropetrowsk (I)   |
| 12.09.2009 | Wolyn Luzk (II)                   | 2:1      | Krywbas Krywyj Rih (I)      |
| 12.09.2009 | Tawrija Simferopol (I)            | 4:2      | Illitschiwez Mariupol (I)   |
| 12.09.2009 | Metalurh Donezk (I)               | 2:1      | Karpaty Lwiw (I)            |
| 12.09.2009 | Krymteplyzja Molodischne (II)     | 1:2      | Metalurh Saporischschja (I) |
| 12.09.2009 | Metalist Charkiw (I)              | 0:1      | Dynamo Kiew (I)             |

## Viertelfinale
| Datum      |                          | Ergebnis  |                             |
| ---------- | ------------------------ | --------- | --------------------------- |
| 28.10.2009 | Wolyn Luzk (II)          | 2:1 n. V. | Metalurh Saporischschja (I) |
| 28.10.2009 | Tawrija Simferopol (I)   | 4:0       | Obolon Kiew (I)             |
| 28.10.2009 | Dnipro Dnipropetrowsk I) | 1:2 n. V. | Metalurh Donezk (I)         |
| 28.10.2009 | Schachtar Donezk (I)     | 2:0       | Dynamo Kiew (I)             |

## Halbfinale
| Datum      |                     | Ergebnis |                        |
| ---------- | ------------------- | -------- | ---------------------- |
| 24.03.2010 | Wolyn Luzk (II)     | 1:2      | Tawrija Simferopol (I) |
| 24.03.2010 | Metalurh Donezk (I) | 2:1      | Schachtar Donezk (I)   |

## Finale
| Paarung            | Tawrija Simferopol – Metalurh Donezk |
| Ergebnis           | 3:2 n. V., (2:2, 2:0) |
| Datum              | 16. Mai 2010 |
| Stadion            | Metalist-Stadion, Charkiw |
| Zuschauer          | 21.000 |
| Schiedsrichter     | Oleh Derewinskyj |
| Tore               | 1:0 Maksym Feschtschuk (2.) 2:0 Oleksandr Kowpak (40., Foulelfmeter) 2:1 Henrich Mchitarjan (50.) 2:2 Mário Sérgio (75.) 3:2 Lucky Idahor (97.) |
| Tawrija Simferopol | Maksym Starzew – Slobodan Marković, Saša Đuričić, Andrij Kornjew, Anton Monachow – Oleksandr Kowpak , Jewhen Luzenko, Illja Haljusa (84. Iwan Matjasch), Željko Ljubenović (70. Wasil Gigiadse) – Denys Holajdo, Maksym Feschtschuk (62. Lucky Idahor) Cheftrainer: Serhij Putschkow                                 |
| Metalurh Donezk    | Vladimir Dišljenković – Mário Sérgio, Wjatscheslaw Tschetscher , Oleksandr Wolowyk, William Boaventura (106. Ciprian Tănasă) – Wasyl Pryjma (67. Tschawdar Jankow), Welisar Dimitrow, Oleksij Hodin, Sunny Kingsley (75. Ze Soares) – Henrich Mchitarjan, Musawengosi Mguni Cheftrainer: Nikolaj Kostow ( Bulgarien) |
| Gelbe Karten       | Andrij Kornjew, Jewhen Luzenko, Lucky Idahor, Illja Haljusa, Anton Monachow – William Boaventura, Musawengosi Mguni, Tschawdar Jankow, Mário Sérgio |
| Platzverweise      | Saša Đuričić (94.), Slobodan Marković (120.) – keine |